# Wereldkampioenschappen boogschieten 1950
De Wereldkampioenschappen boogschieten 1950 waren door de Fédération Internationale de Tir à l'Arc (FITA) georganiseerde kampioenschappen voor boogschutters. De 14e editie van de wereldkampioenschappen vond plaats in het Deense Kopenhagen van 26 tot en met 30 juli 1950. Er namen 112 boogschutters deel in vier evenementen.

## Medaillewinnaars
| M/V | Onderdeel   | Goud                                                           | Zilver                                                     | Brons                                                   |
| M   | Individueel | Hans Deutgen                                                   | Einar Tang-Holbæk                                          | Russ Reynolds                                           |
| M   | Team        | Einar Tang-Holbæk Emil Nielsen Per Frederiksen Arne Østergaard | Tage Ljungkvist Sture Lindberg Hans Deutgen Tage Åkerström | Jiří Baštář Josef Brejcha František Hadaš Karel Vokurka |
| V   | Individueel | Jean Lee                                                       | Jean Richards                                              | Ragnhild Windahl                                        |
| V   | Team        | Stählberg Kirsti Partanen Laisa Näsman Esa Salonen             | Bange Ragnhild Windahl Bernemalm Greta Demborg             | Arthur Blailey Waterhouse Petronella de Wharton-Burr    |

| Rang   | Land                | Goud | Zilver | Brons | Totaal |
| ------ | ------------------- | ---- | ------ | ----- | ------ |
| 1.     | Zweden              | 1    | 2      | 1     | 4      |
| 2.     | Verenigde Staten    | 1    | 1      | 1     | 3      |
| 3.     | Denemarken          | 1    | 1      | 0     | 2      |
| 4.     | Finland             | 1    | 0      | 0     | 1      |
| 5.     | Tsjecho-Slowakije   | 0    | 0      | 1     | 1      |
| 5.     | Verenigd Koninkrijk | 0    | 0      | 1     | 1      |
| Totaal | Totaal              | 4    | 4      | 4     | 12     |

1931 ·
1932 ·
1933 ·
1934 ·
1935 ·
1936 ·
1937 ·
1938 ·
1939 ·
1946 ·
1947 ·
1948 ·
1949 ·
1950 ·
1952 ·
1953 ·
1955 ·
1957 ·
1958 ·
1959 ·
1961 ·
1963 ·
1965 ·
1967 ·
1969 ·
1971 ·
1973 ·
1975 ·
1977 ·
1979 ·
1981 ·
1983 ·
1985 ·
1987 ·
1989 ·
1991 ·
1993 ·
1995 ·
1997 ·
1999 ·
2001 ·
2003 ·
2005 ·
2007 ·
2009 ·
2011 ·
2013 ·
2015 ·
2017 ·
2019 ·
2021 ·
2023 ·